# 1866 en architecture
| Années de l'architecture : 1863 - 1864 - 1865 - 1866 - 1867 - 1868 - 1869    |
| Décennies de l'architecture : 1830 - 1840 - 1850 - 1860 - 1870 - 1880 - 1890 |

Cet article présente les faits marquants de l'année 1866 en architecture.

## Réalisations
- Construction de la Nouvelle synagogue de Berlin.
- Inauguration de la synagogue de Parme.
- Début construction du Château de Noisy à Namur, par l'Architecte Edward Milner a la demande du Comte de Liedekerke-Beaufort.

## Événements

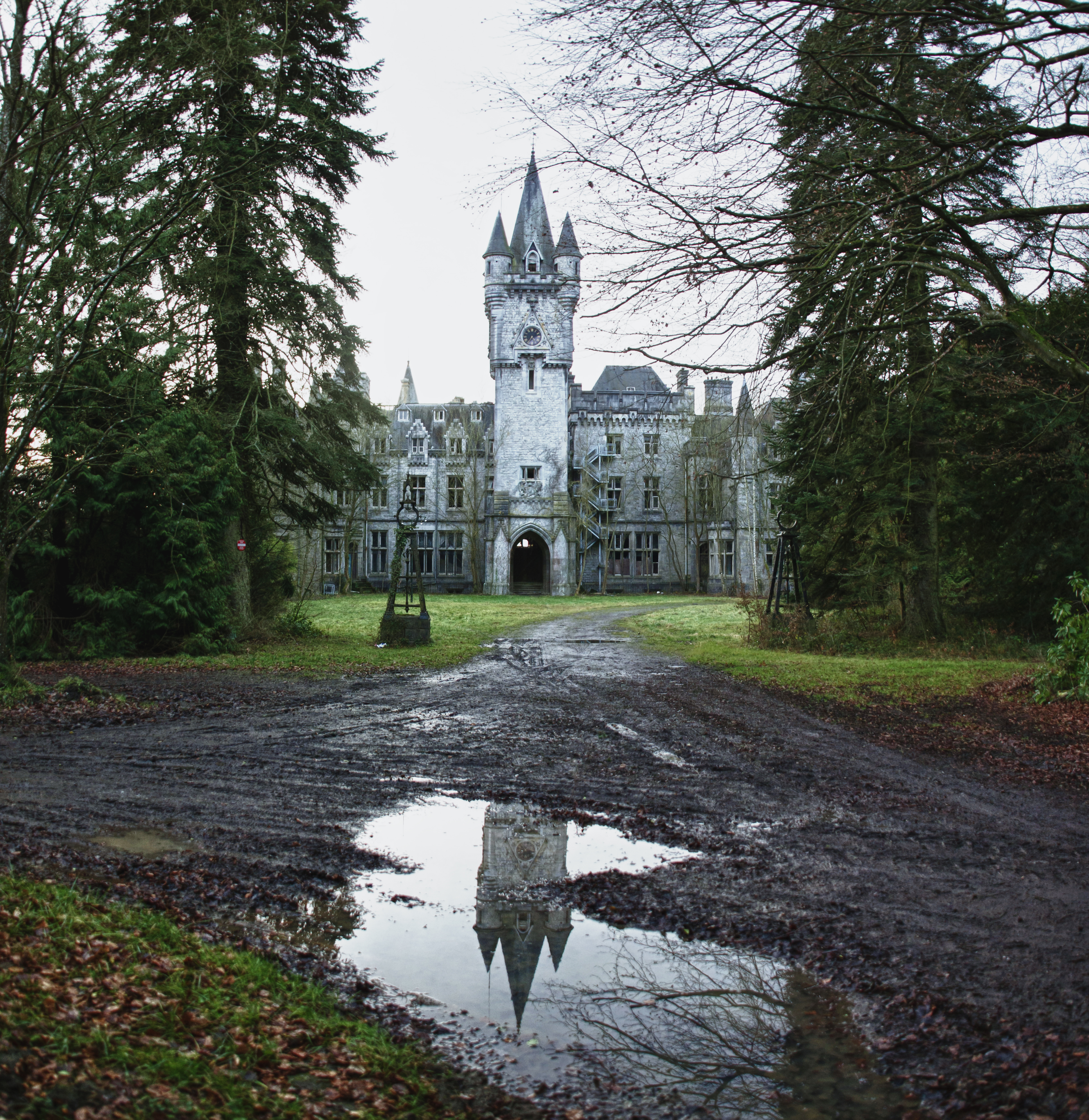
le château de noisy aujourd’hui

Début du chantier de la Nationalgalerie de Berlin, dessinée par Friedrich August Stüler et Johann Heinrich Strack.
- Novembre : l'ingénieur Gustave Eiffel fait l'acquisition d'un bail de douze ans pour des ateliers de construction à Levallois-Perret[1].

## Récompenses
- Royal Gold Medal : Matthew Digby Wyatt.
- Prix de Rome : Jean-Louis Pascal.

## Naissances
- 15 février : Banister Fletcher († 17 août 1953).
- 14 juin : Henry Sproatt († 4 octobre 1934).
- 14 juillet : Miguel Ventura Terra († 30 avril 1919).
- 1er août : Claude Fayette Bragdon († 1946).
- 28 novembre : Henry Bacon († 17 février 1924).
- 24 décembre : Gustave Umbdenstock († 16 novembre 1940).
- Gabriel Héraud († 1941).

## Décès
- x